# Secrétariat au Bien-être du Mexique
Le Secrétariat au Bien-être social du Mexique est l'un des membres du cabinet présidentiel du Mexique, abrégé « BIENESTAR ».

## Liste des secrétaires
| - Gouvernement Carlos Salinas de Gortari - 1988 - 1992 : Patricio Chirinos Calero1 - 1992 - 1993 : Luis Donaldo Colosio Murrieta - 1993 - 1994 : Carlos Rojas Gutiérrez - Gouvernement Ernesto Zedillo - 1994 - 1998 : Carlos Rojas Gutiérrez - 1998 - 1999 : Esteban Moctezuma Barragán - 1999 - 2000 : Carlos Jarque Uribe - Gouvernement Vicente Fox - 2000 - 2006 : Josefina Vázquez Mota - 2006 : Ana Teresa Aranda - Gouvernement Felipe Calderón - 2006 - 2008 : Beatriz Zavala Peniche - 2008 - 2009 : Ernesto Cordero Arroyo - 2009 - 2012 : Heriberto Félix Guerra - Gouvernement Enrique Peña Nieto - 2012 - 2015 : Rosario Robles - 2015 - 2016 : José Antonio Meade Kuribreña - 2016 - 2018 : Luis Miranda Nava - 2018 : Eviel Pérez Magaña - Gouvernement Andrés Manuel López Obrador - 2018 - 2020 : María Luisa Albores González - 2020 - 2024 : Javier May Rodríguez (es) - Gouvernement Claudia Sheinbaum - 2024 - : Ariadna Montiel Reyes |

### Annexe
1 Secrétaire du Développement Urbain et de l'Écologie